# Луций Элий Туберон
Лу́ций Э́лий Туберо́н (лат. Lucius Aelius Tuberō; умер, по одной из версий, не ранее 45 года до н. э.) — римский интеллектуал и политический деятель из плебейского рода Элиев Туберонов, друг Марка Туллия Цицерона. Участвовал на стороне Гнея Помпея Великого в гражданской войне, был назначен наместником Африки, но не смог взять в руки власть над провинцией. Написал исторический труд, который не сохранился.

## Биография
Луций Элий принадлежал к относительно незнатному плебейскому роду, представители которого появились в составе сенатского сословия в самом конце III века до н. э. О его отце ничего не известно кроме того, что он отличался, по словам Цицерона, «выдающимся умом и образованием». Луция связывало какое-то свойство с братьями Цицеронами — Марком и Квинтом, но и об этом сохранившиеся источники не говорят в деталях; существует версия, что у Марка и Квинта была сестра, на которой Туберон был женат.
Луций Элий получал образование вместе с Марком Туллием Цицероном, а позже вместе с ним проходил военную службу в качестве контубернала во время Союзнической войны. В 89 году до н. э. он состоял в штабе Гнея Помпея Страбона, действовавшего против восставших италиков в Пицене, и, в частности, присутствовал при встрече командующего с вождём пелигнов Веттием Скатоном. В последующие годы его связывали с Марком Цицероном близкая дружба, общие интересы и семейные узы.
В 61 году до н. э. Туберон занял должность легата при Квинте Туллии Цицероне, назначенном наместником Азии. Другими легатами были Авл Аллиен и кузен наместника Марк Гратидий; Марк Цицерон в одном письме к брату говорит, что Луций выделяется среди коллег «по почёту, достоинству и возрасту». Квинт задержался в провинции до 58 года до н. э., и Туберон, по-видимому, всё это время был его подчинённым.
Следующее упоминание о Луции Элии относится к 49 году до н. э., когда началась гражданская война между Гнеем Помпеем Великим и Гаем Юлием Цезарем. Туберон в тот момент находился в Риме и считался помпеянцем. В его отсутствие поддерживавший Помпея сенат провёл жеребьёвку, чтобы заново распределить провинции, и Луцию выпало управлять Африкой. Он долго отказывался от этой миссии, ссылаясь на болезнь, но в конце концов был вынужден поехать, взяв с собой сына. Однако в Африку Туберонов не пустили, по словам Цицерона, «самым оскорбительным образом» — провинцию контролировали легат предыдущего наместника Гая Консидия Лонга Квинт Лигарий и бежавший туда из Италии радикальный помпеянец Публий Аттий Вар. Эскадра Луция простояла какое-то время у Утики, но ей не дали пристать к берегу. Тогда Луций уехал в Эпир, где находился Помпей. Последний своим бездействием фактически одобрил узурпацию власти в Африке Лигарием и Варом.
Известно, что сын Туберона участвовал в битве при Фарсале в 48 году до н. э.; по-видимому, там сражался и Туберон-отец. Позже оба Элия получили от Цезаря прощение и смогли вернуться в Рим. В конце 46 года до н. э. Туберон-младший привлёк Квинта Лигария к суду, но потерпел поражение из-за речи Марка Цицерона в защиту подсудимого. О том, когда и как закончил свою жизнь Луций Элий, ничего не известно. В июле 45 года до н. э. Цицерон упоминает в одном из своих писем скандал, в котором фигурировали один из Туберонов (отец или сын, неясно), его жена и падчерица.
Учёные занятия
В одном письме брату, относящемуся к 59 году до н. э., Марк Цицерон сообщает, что Туберон «пишет историю». Остаётся неясным, был ли этот труд закончен и опубликован. В любом случае от него ничего не сохранилось.
Семья
У Луция Элия был по крайней мере один сын, Квинт Элий Туберон, который отказался от политической карьеры и посвятил себя юриспруденции и историописанию.